# Cordylomera rotundicollis
Cordylomera rotundicollis är en skalbaggsart som beskrevs av Duffy 1952. Cordylomera rotundicollis ingår i släktet Cordylomera och familjen långhorningar. Inga underarter finns listade i Catalogue of Life.